# Abadèche du Cap
Espèce
L'Abadèche du Cap (Genypterus capensis) ou Abadèche royale du Cap, est un poisson du genre Genypterus et de la famille des Ophidiidae. Cet abadèche est un poisson comestible, réputé en Afrique du Sud pour sa chair ferme et blanche. Il est appelé localement kingklip.